# LKAB

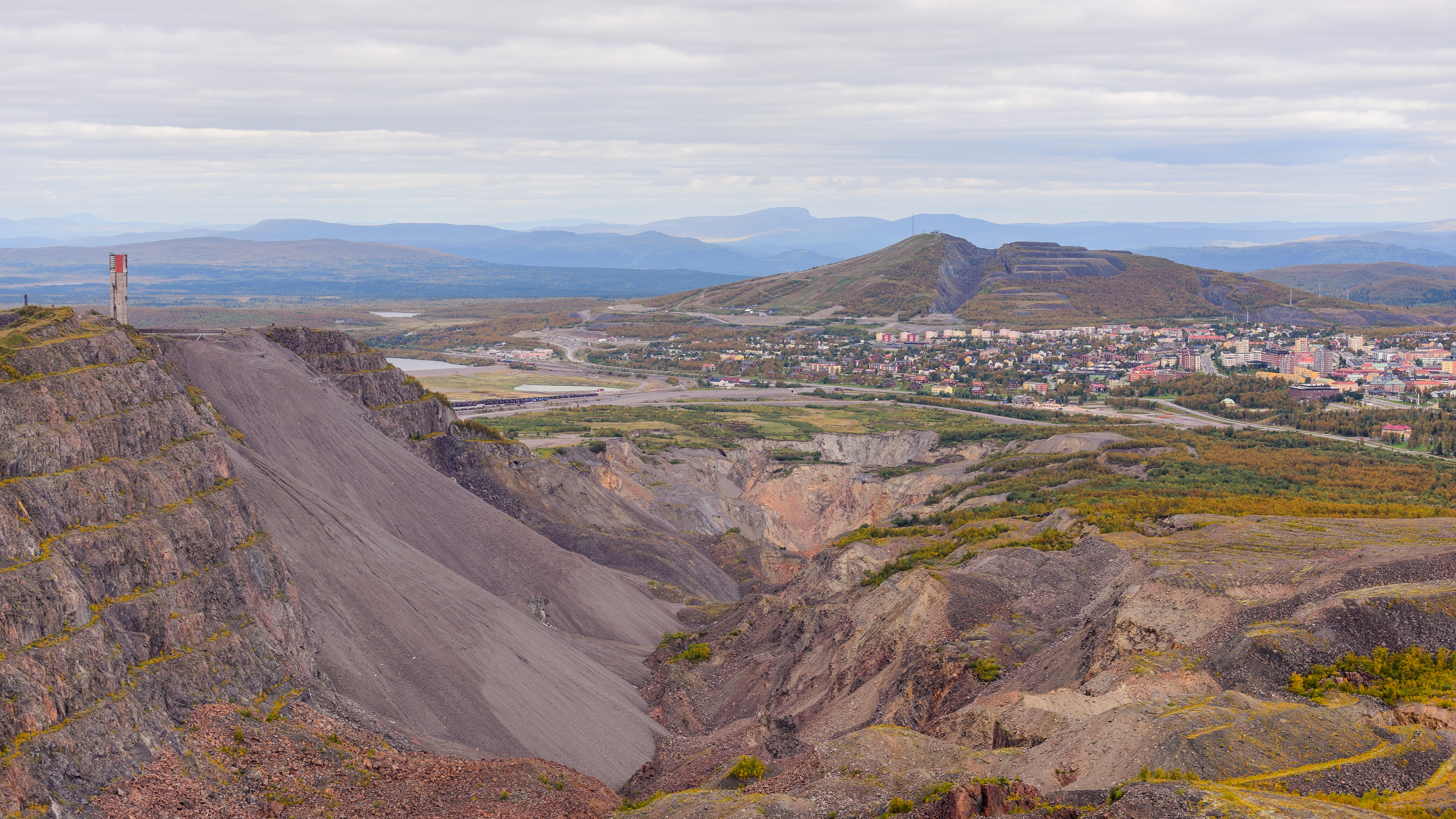
Gruvbergen Kiirunavaara (förgrund) och Luossavaara (bakgrund) som gett namn på bolaget.

Luossavaara-Kiirunavaara Aktiebolag (LKAB) är en gruvdriftskoncern, ägd av svenska staten, grundad 1890 med järnmalmsbrytning i Kiruna och Malmberget som huvudsaklig verksamhet. Huvudkontoret ligger i Luleå, Norrbotten. LKAB förädlar sin järnmalm till pellets (tidigare även kallade kulsinter) samt fines, innan den levereras. LKAB levererar sina produkter till ståltillverkare för vidare förädling, bland annat till SSAB i Luleå. LKAB har åtta dotterbolag: LKAB Berg & Betong AB, LKAB Fastigheter AB, LKAB Kimit AB, LKAB Malmtrafik AB, LKAB Mekaniska AB, LKAB Minerals AB, LKAB Nät AB och LKAB Wassara AB.

## Historik
År 1642 hittades magnetit i Masugnsbyn. Enligt sägnen upptäckte bonden Lars Larsson från Junosuando den magnetiska järnmalmen under en ekorrjakt i området 1642. Hans järnskodda pilspets fastnade vid ett stenblock. I december 1646 fick Arendt Grape tillstånd att nyttja malmen i området. Året därpå påbörjades bruksrörelsen. 1649 byggdes en stångjärnshammare åtta mil därifrån, vid Kengisforsen i Torne älv, dit tackjärnet skickades för vidareförädling. Bebyggelsen som växte upp kring masugnen fick namnet Junosuando masugnsby, som senare blev bara Masugnsbyn. Masugnen var i bruk fram till 1804. Malmen i Svappavaara hittades i slutet på 1640-talet eller början på 1650-talet. Det första kända malmprovet från Malmberget dateras till 1660-talet och 1696 nämns namnen Kiirunavaara och Luossavaara för första gången. Enda kända gruvbrytning i Lappland innan Malmfältens start 1642 i Masugnsbyn är Nasafjälls silververk nära gränsen mot Norge i Pite lappmark.
Många anade nog att stora rikedomar dolde sig i bergen i Lappland men svårigheterna var många; dels att lyckas utvinna malmen, dels att transportera den till närmaste hamn. Flera kände sig manade att försöka, men under århundradena misslyckades de alla. Först på 1870-talet uppfanns en teknik som visade sig fungera, nu kunde man framställa stål ur den fosforrika malmen, den så kallade Thomasprocessen och man kunde äntligen utvinna den kommersiellt. Nu återstod endast transportproblemet, vilket löstes 1888 då Malmbanan öppnades för trafik.

### LKAB grundas
LKAB bildades genom att bolagsordningen fastställdes den 24 oktober 1890. Den 14 december samma år hölls en konstituerande bolagsstämma i Stockholm där 2 000 aktier à 1 000 kr fördelades på 14 ägare. Majoren Robert Schough, som tecknat nära hälften av aktierna, utsågs till styrelsens ordförande. Bolagets förste verkställande direktör blev vice häradshövdingen Carl Johan Ljunggren. År 1889 gjorde Hjalmar Lundbohm sin första resa till Lappland för att som statsgeolog delta i Apatitkommissionens arbete, för att undersöka apatitförekomsterna i norra Sverige samt de geologiska förutsättningarna i Kiirunavaara och Luossavaara. AB Gellivare Malmfält (AGM) som bildats 1891 köpte aktiemajoriteten i LKAB 1893 varpå Gustaf Emil Broms blev vd.
I och med att den svenska riksdagen och det norska stortinget 1898 beslutade att Malmbanan skulle förlängas från Gällivare till Narvik fick Lundbohm anställning som platschef hos Luossavaara-Kiirunavaara Aktiebolag, med placering i Kiruna. I februari 1900 utnämndes han till disponent för LKAB:s gruvverksamhet i Luossajärvi, som från den 27 april fick ortsnamnet Kiruna. Under disponent Hjalmar Lundbohm kom Waldemar Carlgren att utforma gruvdriften i Kiruna fram till 1907 då staten gick in som delägare i LKAB genom det så kallade Statsavtalet som även satte ett tak för hur mycket malm som fick utvinnas årligen.

### Grängesbergsbolaget
År 1904 köpte Trafikaktiebolaget Grängesberg-Oxelösund aktiemajoriteten i AB Gällivare malmfält och LKAB varpå företaget blev dominerande inom svensk gruvindustri. Det privata ägandet av LKAB ledde till en häftig riksdagsdebatt om huruvida gruvan borde förstatligas eller inte. Striden stod mellan konservativa och liberaler, där de förra ansåg att företaget borde förstatligas för "rikets bästa". Denna linje hade även stöd från militären, som främst var oroade över vad som skulle hända om utländska ägare lade beslag på svenska naturresurser. Liberalerna stod här emot under hela tiden. Efter att högern segrat i 1906 års val, beslöt riksdagen 1907 att förstatliga hälften av LKAB. Samma år köpte staten samtliga preferensaktier och fick option på att förstatliga resten av företaget efter femtio år. 
Under andra världskriget exporterade LKAB en stor andel av sin produktion till Tyskland. Produktionen genomgick en stor förändring i slutet av 1940-talet då nya hårdmetallborrar från Sandvik AB och Atlas Copco började användas. 1952 togs beslutet att börja bryta malmen under jord vilket LKAB började med 1962. Tidigare hade bara en liten begränsad brytning skett under jord. Bolaget starka ekonomi under 1950-talet föranledde byggandet av den nya förvaltningsbyggnaden i Kiruna, ett höghus med inspiration från FN:s skyskrapa i New York och som samlade de tidigare spridda enheterna och som var Norrlands första höghus när det invigdes 1960. Huset var liksom det nya sovringsverket ritade av Hakon Ahlberg.

### Förstatligande

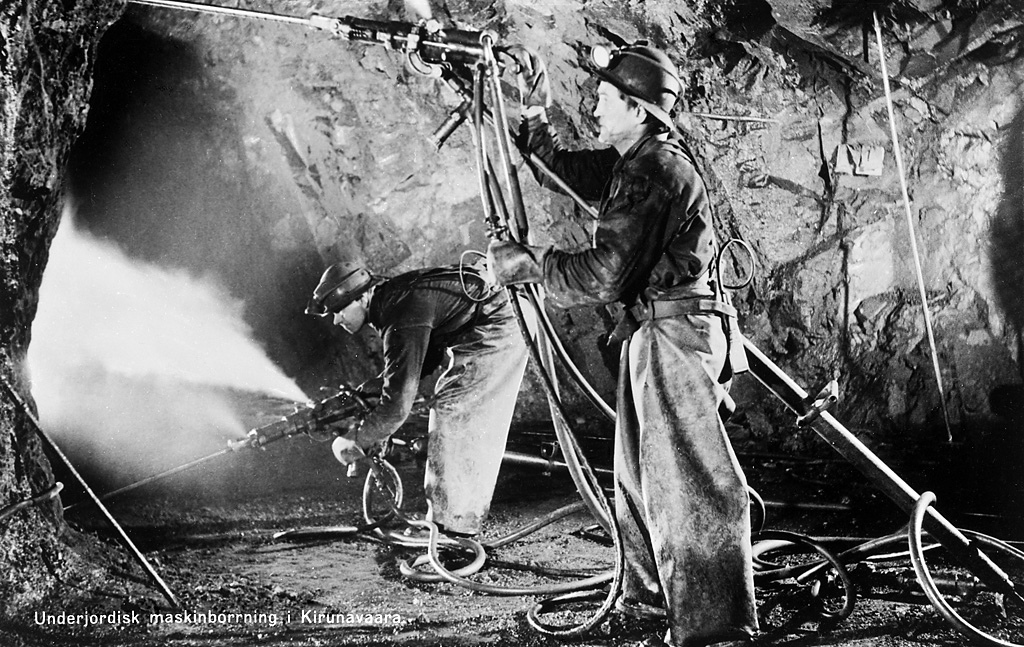
Gruvarbetare i Kirunavaaragruvan i Kiruna

Ledningen av LKAB låg hos TGO, men staten skulle från 1932 ha rätt att lösa ut aktierna och ta över verksamheten om de så önskade. 1927 och 1947 förlängdes samarbetsavtalet mellan TGO och staten. 1957 löstes Trafikaktiebolaget Grängesberg-Oxelösund (TGO) ut från sitt större delen av sitt ägande i LKAB, men behöll 4 % av aktierna. Det dröjde sedan till 1976 innan företaget blev helt förstatligat som del av AB Statsföretag. Före detta kabinettssekreteraren Arne S Lundberg blev VD vid LKAB 1956 som en följd av statens engagemang. Erland Waldenström som varit vd sedan 1950 fortsatte i sin roll som koncernchef för Gränges. När staten blev majoritetsägare flyttades huvudkontoret till Stockholm men på 1970-talet flyttades det till Luleå. I samband med att LKAB firade 75 år invigdes en ny hamn i Luleå och det första pelletsverket i Kiruna invigdes 1965. LKAB satsade stora medel på dagbrottet Leveäniemi och de för gruvan viktiga anrikningsverket, sovringsverket och pelletsverket under 1960-talet. Gruvbrytning bedrevs från 1964 i dagbrottet Leveäniemi fram till 1983 då verksamheten upphörde och gruvan lades i malpåse på grund av lågkonjunktur.

### Strejk och lågkonjunktur
1969–1970 genomfördes en strejk vid LKAB:s gruvor i Malmfälten; denna händelse är känd som Stora gruvstrejken 1969–1970 och LKAB-konflikten. Det rörde sig om en vild strejk som omfattade mer än 4 500 gruvarbetare i Kiruna, Luleå, Malmberget och Svappavaara. 1970-talets ekonomiska lågkonjunktur ledde till att bolaget tvingades söka rekonstruktionslån hos staten.
Tuolluvaara Gruv AB köptes upp av LKAB 1974. Gruvan lades ner 1982 på grund av olönsamhet till följd av stålkrisen. Personalstyrkan övergick till LKAB:s nyöppnade koppargruva Viscaria. 1976 tilläts kvinnor arbeta i gruvorna. 1978 gjorde bolaget en förlust på 243 miljoner kronor.

### Åter lönsamhet och nya innovationer
1983 gick LKAB åter med vinst och 1985 gjorde bolaget en rekordvinst på över en miljard kronor.
Bolaget började i början av 1980-talet samarbeta med Luleå tekniska universitet och SSAB för att utveckla nya innovationer. En stor framgång för LKAB blev utvecklingen av olivinpellets under 1980-talet. 2015 mottog Lars Bentell priset KAMI-miljonen för utvecklingen av olivinpellets. LKAB utvecklade även nya tekniker för borrning och spärrning.
2010 togs beslutet att LKAB avsätter tre miljarder för samhällsomvandlingarna i Kiruna och Malmberget.
I juni 2021 beslutade LKAB att förvärva 75 % av aktierna i Bergteamet, och efter att Konkurrensverket godkänt förvärvet skedde tillträdet i augusti samma år.

## Produktion

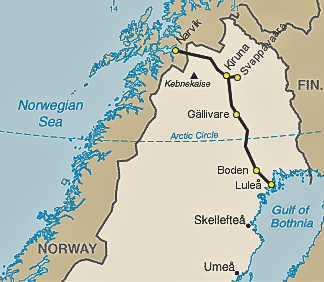
Järnmalm bryts i Kiruna och Malmberget (utanför Gällivare), och transporteras på järnväg till hamnarna i Luleå och Narvik.

År 2013 levererade LKAB 25,5 megaton (Mt) järnmalmsprodukter, varav 21 Mt var i form av pellets; dvs 82 % av den totala volymen. År 2015 hade företaget sex pelletsverk i drift, varav två är av typen travelling-grate-verk och fyra av typen grate-kiln-verk. I tabellen nedan ses samtliga verk LKAB har och har haft, vilken typ av verk, på vilken ort och när de togs i (och ur) drift.
| Lista över LKAB:s samtliga verk |                              |             |             |               |
| Verk                            | Typ                          | Ort         | Uppstartsår | Togs ur drift |
| ------------------------------- | ---------------------------- | ----------- | ----------- | ------------- |
| Schaktugnsverket                | Schaktugn                    | Malmberget  | 1954        | 1970-talet    |
| Kiruna kulsinterverk (KK1)      | Travelling-grate             | Kiruna      | 1965        | 1978          |
| SK                              | Grate-kiln                   | Svappavaara | 1969        | -             |
| Bandugnsverket (BUV)            | Travelling-grate             | Malmberget  | 1973        | -             |
| KK2                             | Grate-kiln                   | Kiruna      | 1979        | -             |
| Stålbandsverket                 | Egen konstruktion av bandugn | Malmberget  | 1986        | 2006          |
| KK3                             | Grate-kiln                   | Kiruna      | 1995        | -             |
| MK3                             | Travelling-grate             | Malmberget  | 2006        | -             |
| KK4                             | Grate-kiln                   | Kiruna      | 2008        | -             |

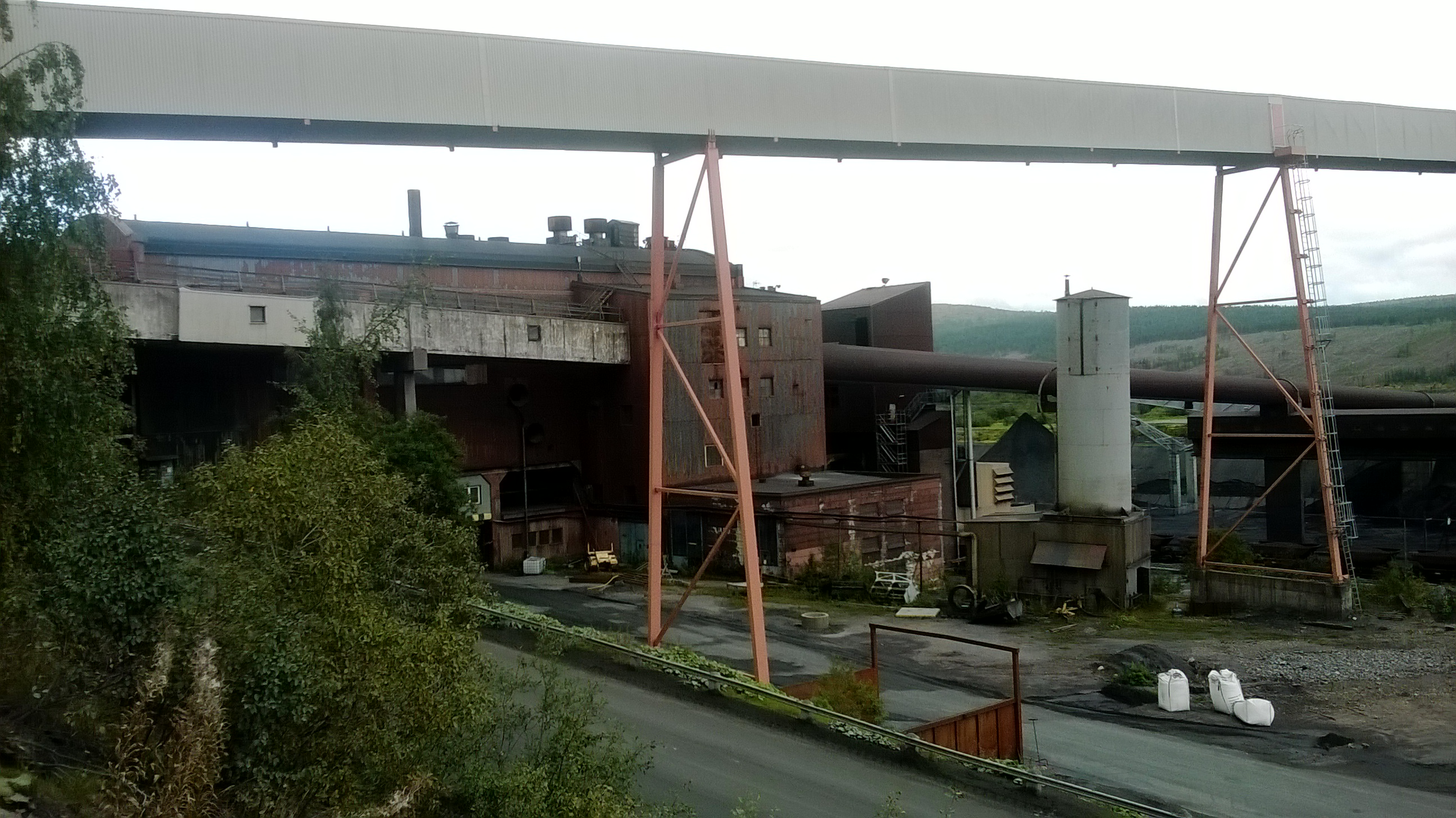
Byggnaden som först inhyste schaktugnsverket, och senare stålbandsverket, som nu byggs om till hematitverk, i Malmberget.
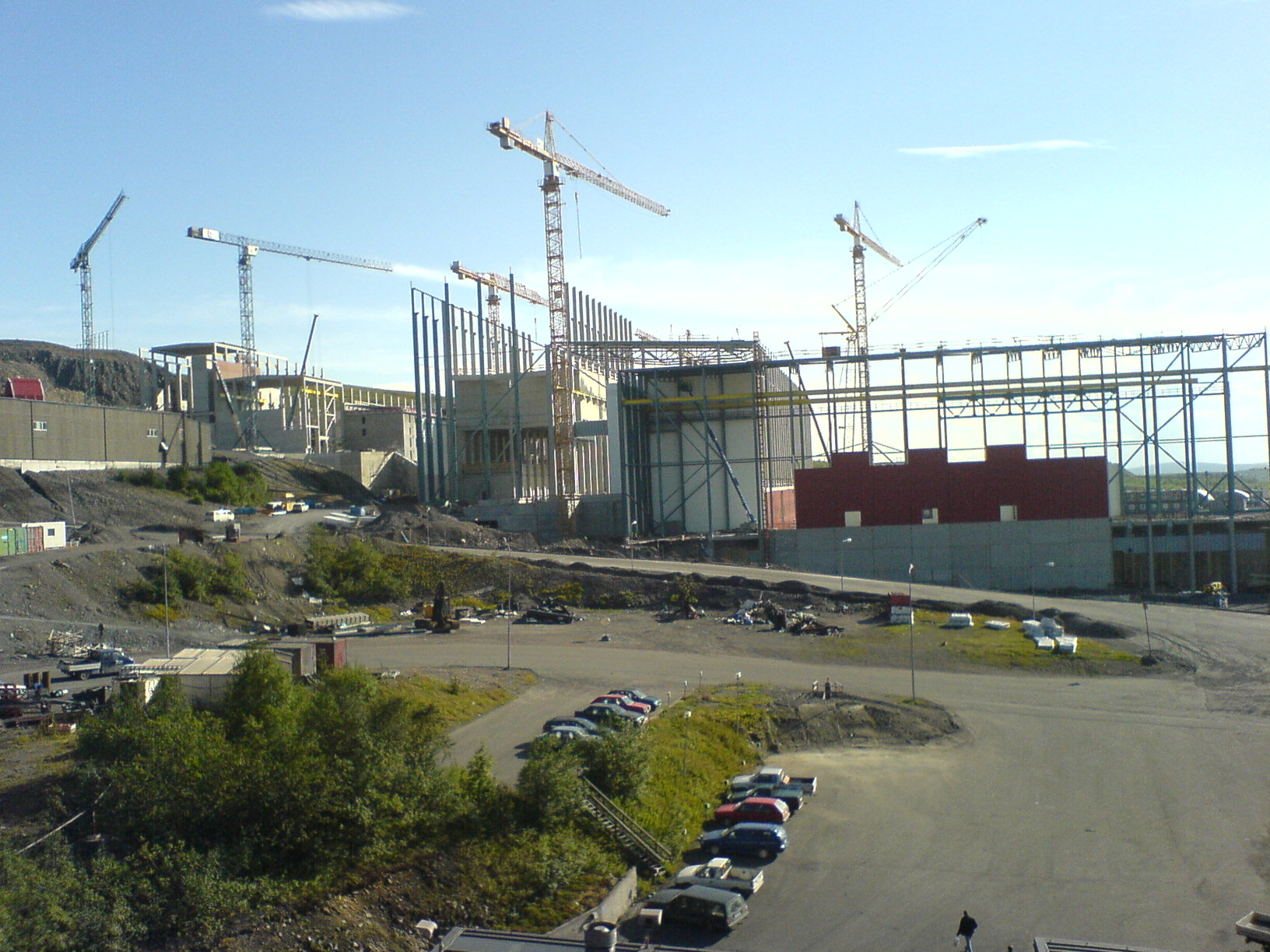
LKAB:s nyaste pelletsverk KK4 under konstruktion.
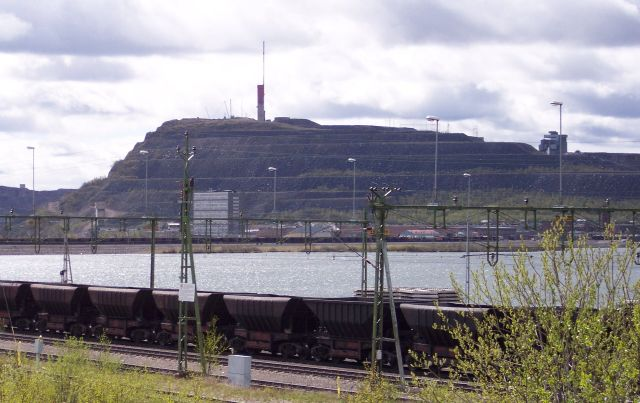
Kiirunavaara, med malmvagnar från LKAB i förgrunden.

## Dotterbolag
- LKAB Berg & Betong AB
- LKAB Fastigheter AB
- LKAB Kimit AB
- LKAB Malmtrafik AB
- LKAB Mekaniska AB
- LKAB Minerals AB
- LKAB Nät AB
- LKAB Wassara AB
- Bergteamet AB, 75 %

## Gruvor

### Malmberget
- Malmberget

### Kiruna
- Kiirunavaara
- Luossavaara
- Tuolluvaara
- Haukivaara
- Nuktusvaara
- Henry
- Rektorn
  - Planerad gruvdrift:
  - Per Geijermalmen

### Svappavaara
- Leveäniemi
- Gruvberget
- Mertainen

### Övriga
- Viscaria koppargruva
- Seqi, Grönland
- Purnu
- Masugnsbyn

## Företagsledare

### Styrelseordförande[22]
- Robert Schough, 1890–1893
- Per Johan Bråkenhielm, 1893-1899
- Gustaf Emil Broms, 1899-1900
- Fredrik Holmquist, 1900-1902
- Edvard von Krusenstjerna, 1902-1907
- Carl Fredrik Liljevalch jr, 1907-1908
- Axel G. Svedelius, 1908-1917
- Jonas C:son Kjellberg, 1917-1921
- Walter Philipson, 1921-1933
- Johannes Hellner, 1933-1944
- Rudolf Eklund, 1944-1956
- Per Åsbrink, 1956-1975
- Erik Grafström, 1975-1977
- Nils-Hugo Hallenborg, 1977-1981
- Björn Wahlström, 1981-1986
- Wiking Sjöstrand, 1986-1987
- Curt Boström, 1987-1991
- Göran Lövgren, 1991-1993
- Sven Borelius, 1993-1997
- Björn Sprängare, 1997–2011
- Marcus Wallenberg, 2011–2014
- Sten Jakobsson, 2014–2017
- Göran Persson, 2017–2024
- Anders Borg[23], 2024–

### Verkställande direktörer[24]
- Carl Johan Ljunggren, 1890–1893
- Gustaf Emil Broms, 1893–1900
- Arvid Lindman, 1900–1901
- Arthur Thiel, 1901–1903
- Vollrath Tham, 1903–1909
- Erik Frisell, 1909-1916
- Gunnar Dillner, 1916–1930
- Martin Waldenström, 1930–1950
- Erland Waldenström, 1950–1957
- Arne S. Lundberg, 1957–1976
- Sven Johansson, 1976-1981
- Wiking Sjöstrand, 1981-1991
- Carl Ameln, 1991–2001
- Martin Ivert, 2002–2008
- Ola Johnsson, 2008–2009
- Lars-Eric Aaro, 2010–2015
- Jan Moström, 2015–